# Roberto Mazzotta

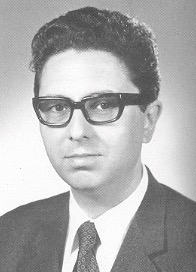
Roberto Mazzotta

Roberto Mazzotta (* 3. November 1940 in Mailand) ist ein italienischer Bankmanager und Politiker (DC).

## Leben
Roberto Mazzotta studierte Wirtschaftswissenschaften an der Mailänder Università Commerciale Luigi Bocconi.
Mazzotta wurde schon in jungen Jahren Mitglied der Democrazia Cristiana (DC). Er war regionaler Sekretär der DC in der Lombardei und stellvertretender nationaler Sekretär. Von 1972 bis 1986 saß er für die DC in der Abgeordnetenkammer (italienisch Camera dei deputati). 1974 war Mazzotta Unterstaatssekretär. Im Kabinett von Premierminister Arnaldo Forlani war er von 1980 bis 1981 Minister für regionale Angelegenheiten.
1986 wurde Mazzotta zum Präsidenten der Cassa di Risparmio delle Provincie Lombarde (Cariplo) gewählt. Später war er Präsident der Associazione delle Casse di Risparmio und des Istituto Internazionale delle Casse di Risparmio sowie Vizepräsident des Istituto Mobiliare Italiano (IMI). Später war er Präsident der Banca Popolare di Milano und Vizepräsident der Sparkassenvereinigung Associazione bancaria italiana (ABI). 2009 wurde er Präsident des Istituto Luigi Sturzo. 2013 wurde er Präsident des Verwaltungsrats der Università Vita-Salute San Raffaele.
Er war der erste Präsident des Verwaltungsrats der Päpstlichen Stiftung Centesimus Annus Pro Pontifice mit Sitz in der Vatikanstadt, die er von 1993 leitete und 1997 an Lorenzo Rossi di Montelera übergab.